# Olympische Sommerspiele 1976/Teilnehmer (Luxemburg)
| Gelbes Symbol für Goldmedaillen mit stilisierten Olympischen Ringen | Graues Symbol für Silbermedaillen mit stilisierten Olympischen Ringen | Braundes Symbol für Bronzemedaillen mit stilisierten Olympischen Ringen |
| ------------------------------------------------------------------- | --------------------------------------------------------------------- | ----------------------------------------------------------------------- |
| —                                                                   | —                                                                     | —                                                                       |

Luxemburg nahm an den Olympischen Sommerspielen 1976 in Montreal, Kanada, mit einer Delegation von acht Sportlern (allesamt Männer) teil.
Fahnenträger bei der Eröffnungsfeier war der Fechter Robert Schiel.

## Teilnehmer nach Sportarten

### Fechten
- Roger Menghi
Degen, Einzel: 42. Platz

- Robert Schiel
Degen, Einzel: 48. Platz

### Leichtathletik
- Roland Bombardella
100 Meter: Vorläufe
200 Meter: Halbfinale

- Lucien Faber
20 Kilometer Gehen: 28. Platz

- Marc Romersa
Hochsprung: 29. Platz in der Qualifikation

### Radsport
- Lucien Didier
Straßenrennen: DNF

- Marcel Thull
Straßenrennen: DNF

### Schießen
- Michel Braun
Schnellfeuerpistole: 48. Platz